# Lịch sử vật lý học

"Tôi nhìn xa hơn, bởi lẽ tôi đã đứng trên vai của những người khổng lồ. " - Isaac Newton

Vật lý (từ tiếng Hy Lạp cổ đại φύσις physis có nghĩa "tự nhiên") là chi nhánh cơ bản của khoa học, phát triển từ những nghiên cứu về tự nhiên và triết học nổi tiếng, và cho đến cuối thế kỷ thứ 19 vẫn coi là "triết học tự nhiên" (natural philosophy). Ngày nay, vật lý được xác định là môn khoa học nghiên cứu về vật chất, năng lượng và mối quan hệ giữa chúng.

## Lịch sử

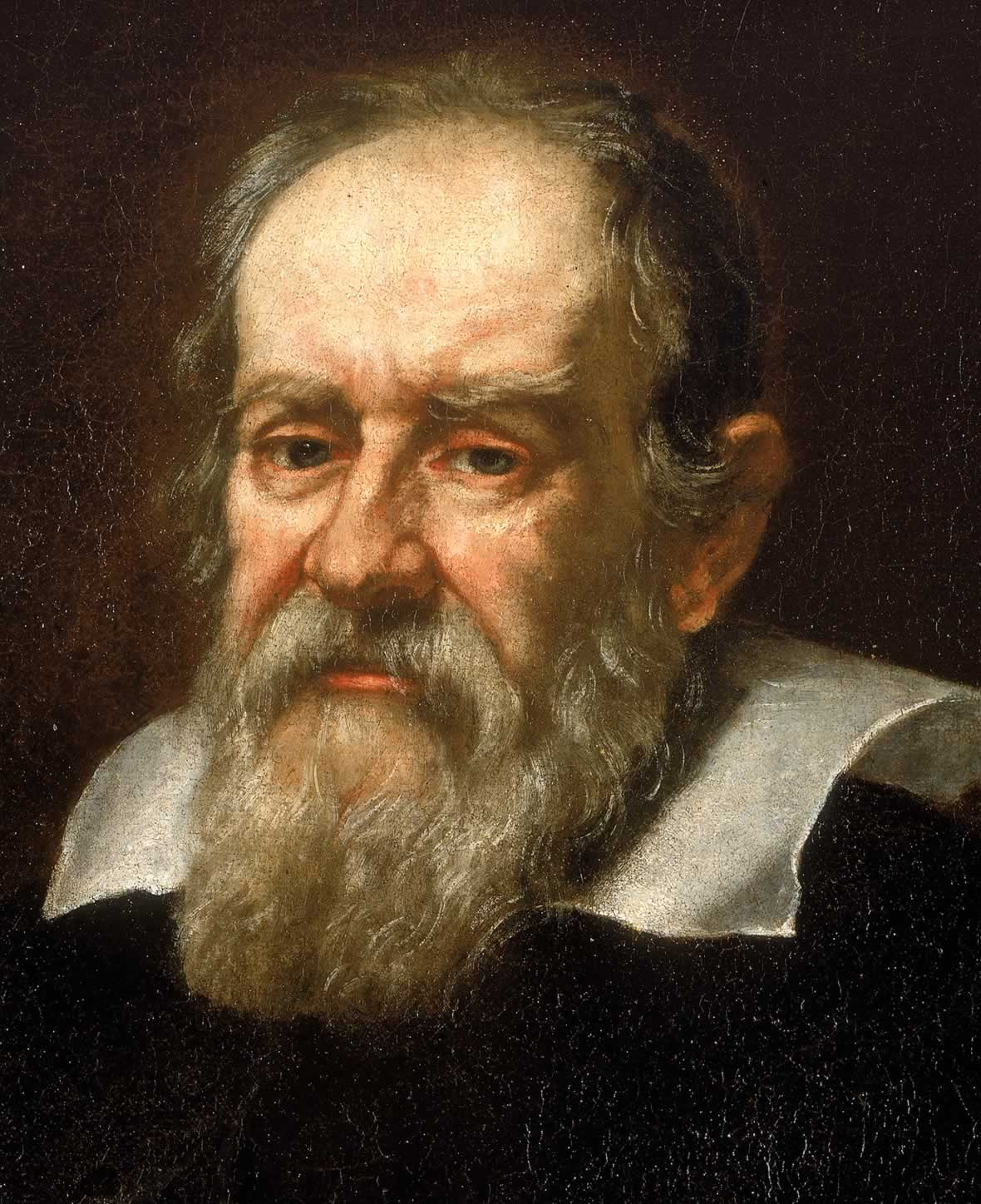
Galileo Galilei (1564–1642)

Từ xa xưa, con người đã cố gắng tìm hiểu về các đặc điểm của vật chất và đặt ra các câu hỏi như: tại sao một vật lại có thể rơi được xuống đất? tại sao vật chất khác nhau lại có các đặc tính khác nhau? Và vũ trụ kia vẫn là điều bí ẩn: Trái Đất được hình thành như thế nào? đặc điểm của các thiên thể như Mặt Trời hay Mặt Trăng ra sao? Một vài thuyết đã được đưa ra, nhưng đa phần đều không chính xác. Những thuyết này mang đậm nét triết lý và chưa từng qua các bước kiểm chứng như các thuyết hiện đại. Một số ít được công nhận, số còn lại đã lỗi thời, ví dụ như nhà tư tưởng người Hy Lạp, Archimedes, đưa ra nhiều miêu tả định lượng chính xác về cơ học và thủy tĩnh học.

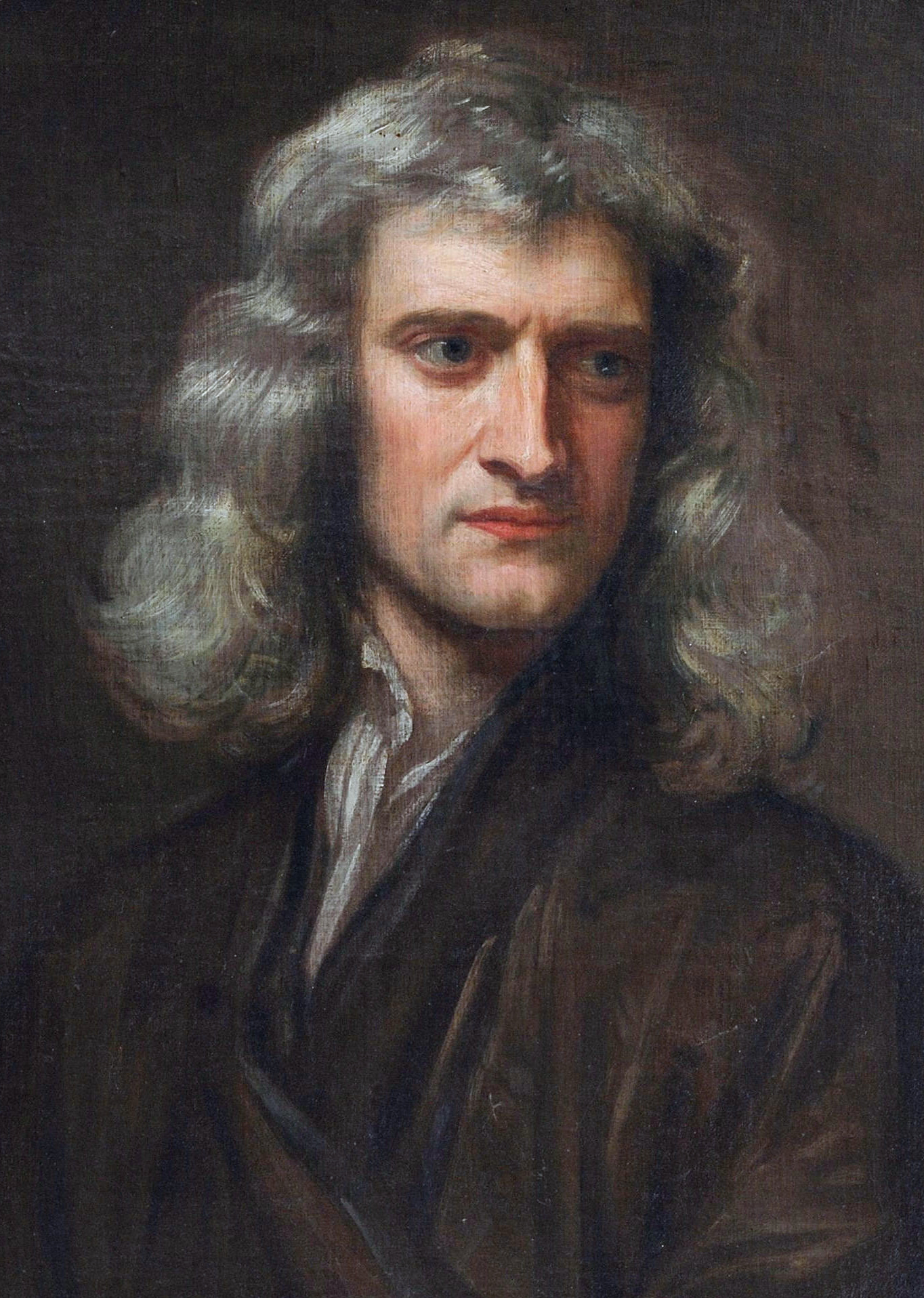
Sir Isaac Newton (1643–1727)

Thế kỷ thứ 17, Galileo Galilei là người đi tiên phong trong lĩnh vực sử dụng thực nghiệm để kiểm tra tính đúng đắn của lý thuyết, và nó là chìa khóa để hình thành nên ngành khoa học thực nghiệm. Galileo xây dựng và kiểm tra thành công nhiều kết quả trong động lực học, cụ thể là Đinh luật quán tính. Năm 1687, Isaac Newton công bố cuốn sách Principia Mathematica, miêu tả chi tiết và hoàn thiện hai thuyết vật lý: Định luật chuyển động Newton, là nền tảng của cơ học cổ điển và Định luật hấp dẫn, miêu tả lực cơ bản của hấp dẫn. Cả hai thuyết trên đều được công nhận bằng thực nghiệm. Cuốn sách Principia cũng giới thiệu một vài thuyết thuộc ngành thủy động lực học. Cơ học cổ điển được mở rộng bởi Joseph Louis Lagrange, William Rowan Hamilton, và một số nhà vật lý khác, người đã xây dựng lên các công thức, nguyên lý và kết quả mới. Định luật hấp dẫn mở đầu cho ngành vật lý thiên văn, ở đó miêu tả các hiện tượng thiên văn dựa trên các thuyết vật lý học.
Bước sang thế kỷ thứ 18, nhiệt động lực học được ra đời, bởi Robert Boyle, Thomas Young và một số nhà vật lý khác. Năm 1733, Daniel Bernoulli sử dụng phương pháp thống kê với cơ học cổ điển để đưa ra các kết quả cho nhiệt động lực học, từ đó ngành cơ học thống kê được ra đời. Năm 1798, Benjamin Thompson chứng minh được việc chuyển hóa cơ năng sang nhiệt, và năm 1831
, James Prescott Joule đặt ra định luật bảo toàn năng lượng, dưới dạng nhiệt cũng như năng lượng cơ học, cơ năng.
Đặc điểm của tính điện và từ tính được nghiên cứu bởi Michael Faraday, Georg Ohm, cùng với một số nhà vật lý khác. Năm 1855, James Clerk Maxwell thống nhất hai ngành điện học và từ học vào làm một, gọi chung là Điện từ học, được miêu tả bằng các phương trình Maxwell. Dự đoán của thuyết này đó là ánh sáng là một dạng sóng điện từ. Năm 1895, Wilhelm Conrad Roentgen (Röntgen) khám phá ra tia X quang, là một dạng tia phóng xạ điện từ tần số cao. Độ phóng xạ được tìm ra từ năm 1896 bởi Henri Becquerel, và sau đó là Marie Curie (Maria Skłodowska-Curie), Pierre Curie, cùng với một số nhà vật lý khác. Từ đó khai sinh ra ngành vật lý hạt nhân.

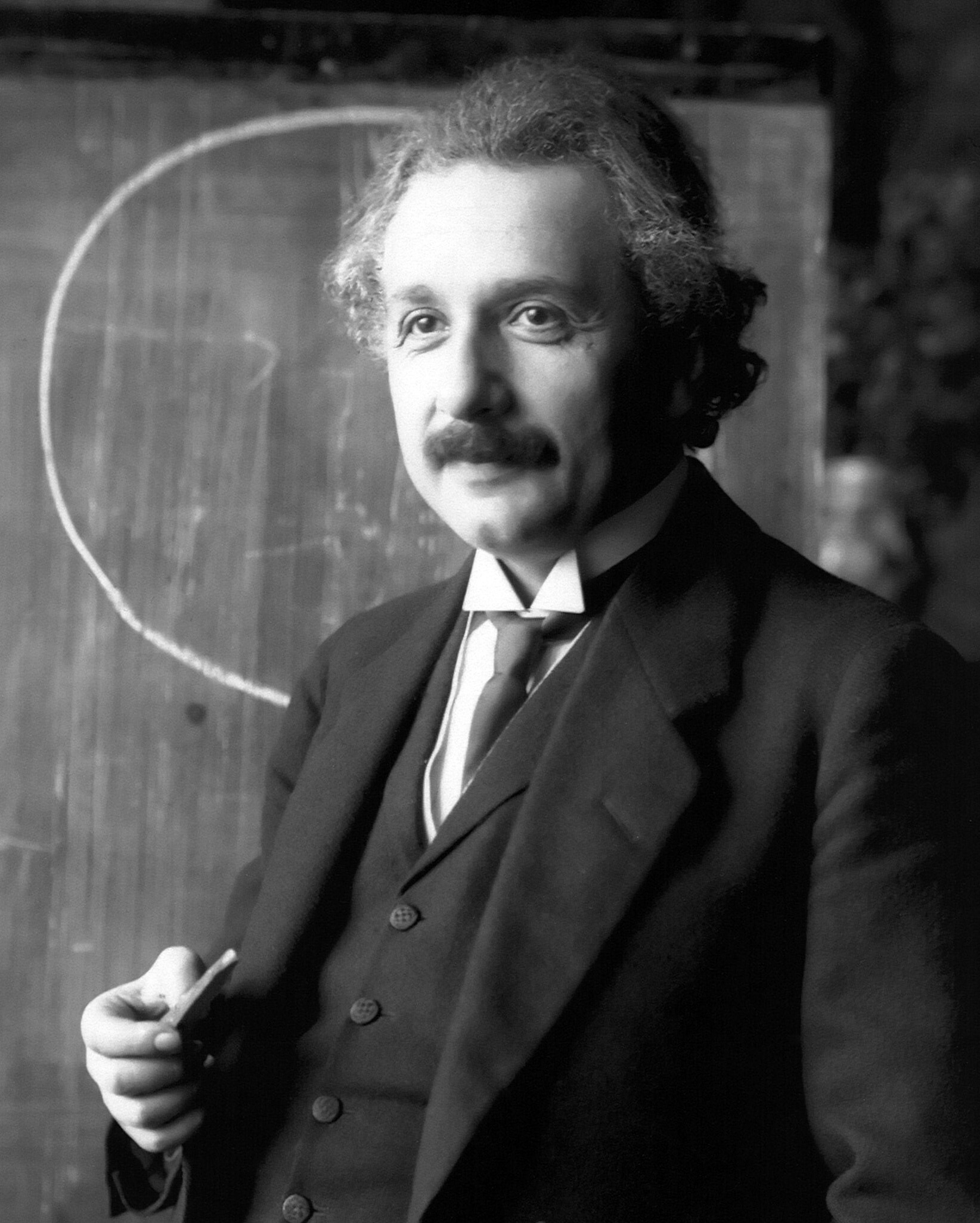
Albert Einstein (1879–1955)

Năm 1905, Albert Einstein xây dựng Thuyết tương đối đặc biệt, kết hợp không gian và thời gian vào một khái niệm chung, không-thời gian. Thuyết tương đối hẹp dự đoán một sự biến đối khác nhau giữa các điểm gốc hơn là cơ học cổ điển, điều này dẫn đến việc phát triển cơ học tương đối tính để thay thế cơ học cổ điển. Với trường hợp vật tốc nhỏ, hai thuyết này dẫn đến cùng một kết quả. Năm 1915, Einstein phát triển thuyết tương đối đặc biệt để giải thích lực hấp dẫn, thuyết này do đó được gọi là Thuyết tương đối tổng quát hay Thuyết tương đối rộng, thay thế cho định luật hấp dẫn của Newton. Trong trường hợp khối lượng và năng lượng thấp, hai thuyết này cũng cho một kết quả như nhau.
Năm 1911, Ernest Rutherford suy luận từ thí nghiệm tán xạ về sự tồn tại của hạt nhân nguyên tử, với thành phần mang điện tích dương được đặt tên là proton. Neutron, thành phần của hạt nhân nguyên tử không mang điện tích, được phát hiện ra năm 1932 bởi James Chadwick.
Bước sang thế kể thứ 20, Max Planck, Einstein, Niels Bohr cùng với một số nhà vật lý khác xây dựng thuyết lượng tử để giải thích cho các kết quả thí nghiệm bất thường bằng việc miêu tả các lớp năng lượng rời rạc. Năm 1925, Werner Heisenberg và năm 1926 Erwin Schrodinger và Paul Dirac công thức hóa cơ học lượng tử, để giải thích thuyết lượng tử bằng các công thức toán học. Trong cơ lương tử, kết quả của các đo đạc vật lý tồn tại dưới dạng xác suất, và lý thuyết này đã rất thành công khi miêu tả các đặc điểm và tính chất của thế giới vi mô.
Cơ học lượng tử là công cụ cho ngành vật lý vật chất đặc (condensed matter physics), một ngành nghiên cứu các tính chất vật lý của chất rắn và chất khí, bao gồm các đặc tính như cấu trúc tinh thể, bán dẫn và siêu dẫn. Người đi tiên phong trong ngành vật lý vật chất đặc đó là Felix Bloch, người đã sáng tạo ra một bộ mặt lượng tử các tính chất của electron trong cấu trúc tinh thể năm 1928.
Trong Chiến tranh thế giới thứ hai, các nghiên cứu khoa học tập trung vào ngành vật lý hạt nhân với mục đích tạo ra bom nguyên tử. Sự cố gắng của người Đức, do Heisenberg dẫn đầu, đã không thành công, nhưng dự án Manhattan của Mỹ đã đạt được mục đích. Nhóm khoa học người Mỹ, đứng đầu là Enrico Fermi đã là người đầu tiên xây dựng lò phản ứng hạt nhân năm 1942, và chỉ 3 năm sau, năm 1945, vụ thử hạt nhân đầu tiên đã diễn ra tại Trinity, gần Alamogorgo, New Mexico.
Lý thuyết trường lượng tử được xây dựng để phát triển cơ lượng tử, với việc kết hợp thuyết tương đối hẹp. Một phiên bản mới được hình thành vào cuối năm 1940 bởi Richard Feynman, Julian Schwinger, Tomonaga và Freeman Dyson. Họ đã công thức hóa thuyết điện động lực học lượng tử để miêu tả tương tác điện từ.
Thuyết trường lượng tử tạo nền cho ngành vật lý hạt, ở đó nghiên cứu các lực tự nhiên và các hạt cơ bản. Năm 1945. Dương Chấn Ninh và Robert Mills phát triển một dạng thuyết gauge, tạo cơ sở cho Mô hình chuẩn. Mô hình chuẩn đã được hoàn chỉnh vào năm 1970, với thành công là việc miêu tả tất cả các hạt biết được khi ấy.